# Blindaje reactivo

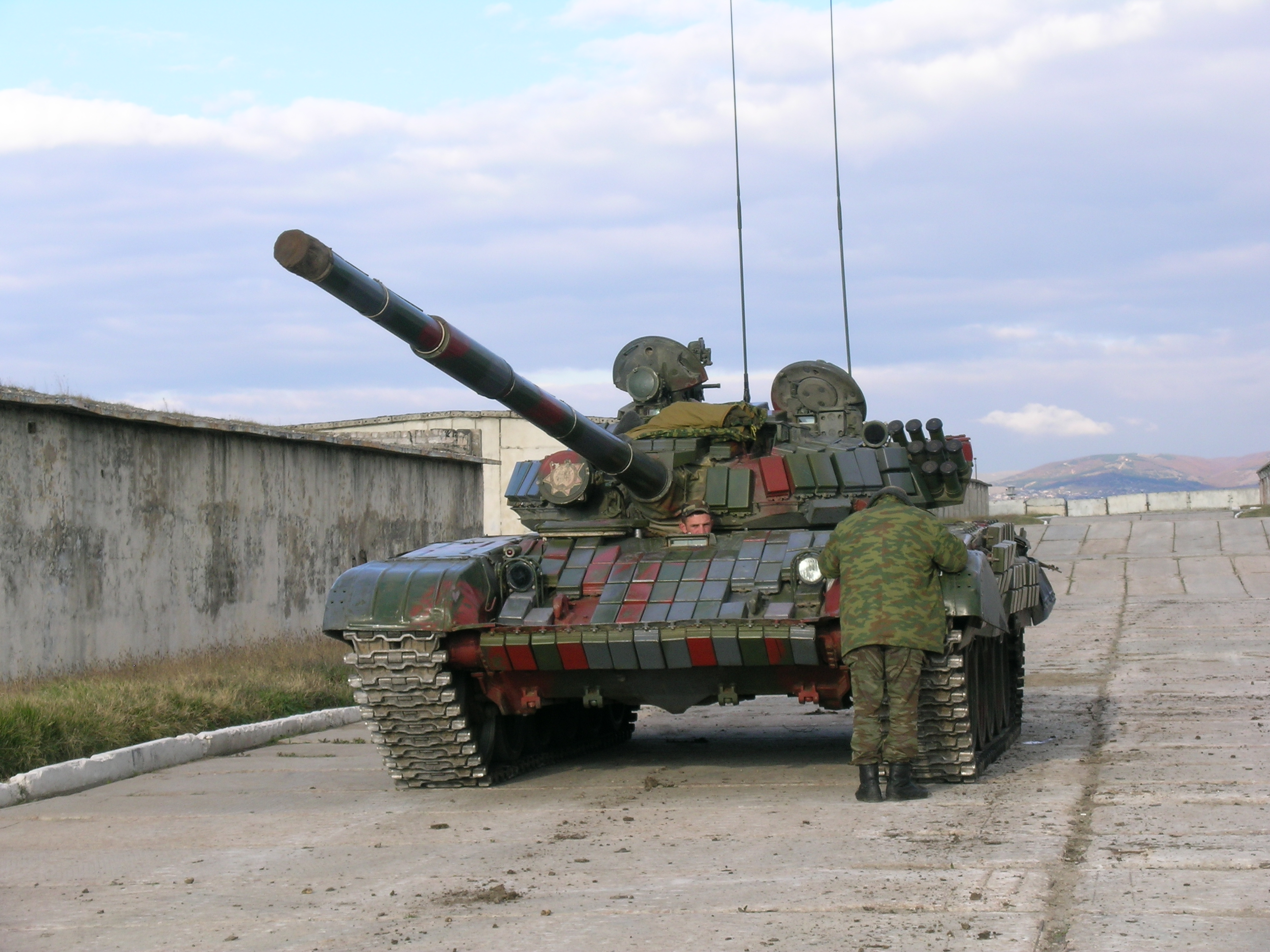
Tanque T-72 de las Fuerzas Terrestres de Georgia equipado con blindaje reactivo explosivo.2003.

El blindaje reactivo es un tipo de blindaje que reacciona de alguna manera al impacto de un arma para reducir el daño provocado al vehículo que está protegiendo. Es más eficaz en la protección contra cargas huecas y especialmente contra las municiones HESH, El tipo más común es el blindaje reactivo explosivo o ERA (explosive reactive armour), pero existen también las variantes SLERA (self-limiting explosive reactive armour), NERA (non-energetic reactive armour), NxRA (non-explosive reactive armour) y blindaje reactivo eléctrico. A diferencia de los ERA y SLERA, los módulos NERA y NxRA pueden soportar múltiples ataques, pero un segundo impacto exactamente en el mismo lugar podría penetrar.
Esencialmente todas las municiones antitanque, con la excepción de la cabeza de choque de alto poder explosivo (HESH), tienen como objetivo atravesar el blindaje para matar a la tripulación, inutilizar sistemas mecánicos vitales, o ambas cosas. El blindaje reactivo puede ser vencido mediante múltiples impactos en el mismo lugar, por ejemplo con armas de carga en tándem, que disparan dos o más cargas huecas en una rápida sucesión. Sin cargas en tándem es mucho más difícil impactar dos veces en el mismo punto.

## Historia
Ideado por el estado mayor del Ejército Rojo de la época soviética; luego muy utilizado en los carros de combate de las fuerzas armadas israelíes debido a los nuevos tipos de munición desarrollados en occidente, en específico la munición dardo o APFSDS, disparada desde los cañones de 105mm de calibre de los carros occidentales de la época, como su versión original el L7; o el M68; su versión norteamericana, se hace necesaria una solución de bajo coste para actualizar un tanto más la protección de los carros de combate en producción en las factorías soviéticas (como el T-55, T-62, T-64 y otros); sin incrementar su coste final; para ofrecer así un producto de mayores cualidades a sus tradicionales clientes: los países del orbe árabe. 
De los carros árabes capturados durante el conflicto de los seis días, los diseñadores israelíes de armamentos sustrajeron partes vitales, y luego revolucionaron el diseño original de las placas adicionales del blindaje añadido, creando una versión mejorada de la idea soviética original, cambiando el tipo de explosivo y la forma original de la reacción, haciendo el famoso efecto de replicación su aporte a este invento, en donde después de la explosión inicial; el metal fundido sobrante se convierte en una virtual placa de acero añadida al blindaje, e incrementando el efecto del blindaje ERA, por sus siglas en inglés; se logra contener el efecto del proyectil que impacta.

### Blindajes Reactivos

#### Blindaje Reactivo Activo ERA
En esta lucha del proyectil contra el blindaje nace el blindaje reactivo o ERA, que consiste en la disposición de placas de acero rellenas entre sus espacios restantes de material explosivo plástico, que luego se disponen sobre la estructura de un carro de combate, con el objetivo de que al recibir un impacto implosione, explote y destruya y/o inhabilite el proyectil enemigo, protegiendo así la tripulación y a la estructura del carro.

#### Blindaje Reactivo Pasivo NERA
Esta clase de blindaje, aunque similar en funciones al ERA, es totalmente diferente en su principio activo, ya que en vez de usar una explosión, utiliza la dureza tradicional del blindaje, pero en capas superpuestas, que lo que hacen es desacelerar e incluso, inactivar el proyectil al impactar contra el tanque.
El más común es el inventado en el Reino Unido, lo porta el carro Challenger, y se ha demostrado tan efectivo que sus pares occidentales lo emplean como una forma de añadir más protección al casco y a la torreta del carro, pero sin dañar su estructura en caso de un impacto.
Se aplica en las zonas críticas en las que una explosión pueda dañar las funciones vitales del carro (motor y transmisión, depósito de municiones, sistemas eléctricos y electrónicos).

## Uso
Ante la imposibilidad de proteger toda la superficie del vehículo (por motivos de peso y maniobrabilidad), las placas se disponen en las zonas con más probabilidad de recibir impactos.(98% en la parte frontal de la torre, 22% en la proa, 14% en las zonas delanteras de los laterales del casco y 7% en las zonas restantes, según estudios realizados tras la Segunda Guerra Mundial).
Según sea la zona a proteger, así mismo se dispondrá del blindaje, y se aplicará acorde a las necesidades, siendo NERA en las zonas donde no puede haber explosiones, y ERA en las zonas en donde se puede tolerar una pequeña explosión; sin perjudicar a los carristas.

## Ventajas y Desventajas

### Ventajas
Su fuerte radica que con la adición de bloques de este material se hace prácticamente invulnerable a un carro ante disparos de lanzaderas RPG, mediante su explosión controlada, así como los impactos de proyectiles de acción cinética; abaratando sus paquetes de actualización para modelos de tanque que ya acusen cierta veteranía, o en la construcción de un modelo nuevo, reducir su peso final.

### Desventajas
Debido a los daños que estas placas explosivas pueden causar a las propias fuerzas de infantería acompañante, o en vehículos con una estructura blindada débil, algunas unidades utilizan placas de blindaje inerte o Blindaje No Reactivo, que lo único que hace es contener la energía cinética del impacto e intentar inutilizar el proyectil.

## Futuro
En la década de los 1990 comenzó la investigación de sistemas de protección adicional tales como el blindaje eléctrico y el blindaje electromagnético, así mismo en Rusia se ha comenzado a enlazar este tipo de blindaje con ciertos sistemas de contramedidas electrónicas que inhabilitan a ciertos misiles occidentales, dejándolos sin efecto y haciéndolos ineficaces, así como hay modelos de carros de combate occidentales que ya lo incluyen de serie.

## Lista de Referencia
1. ↑  http://www.youtube.com/watch?v=t459NbF5Vek